# Florentius van Orange
Florentius van Orange (Tours, 5e eeuw – Orange, 520-525) was bisschop van Orange (vanaf 500-510) en werd later vereerd als heilige in Zuid-Frankrijk. Hij is patroonheilige van Orange en van Fiorenzuola d’Arda in Italië. Die laatste stad werd overigens naar Florentius van Orange genoemd (voorheen Fidentia).

## Levensloop

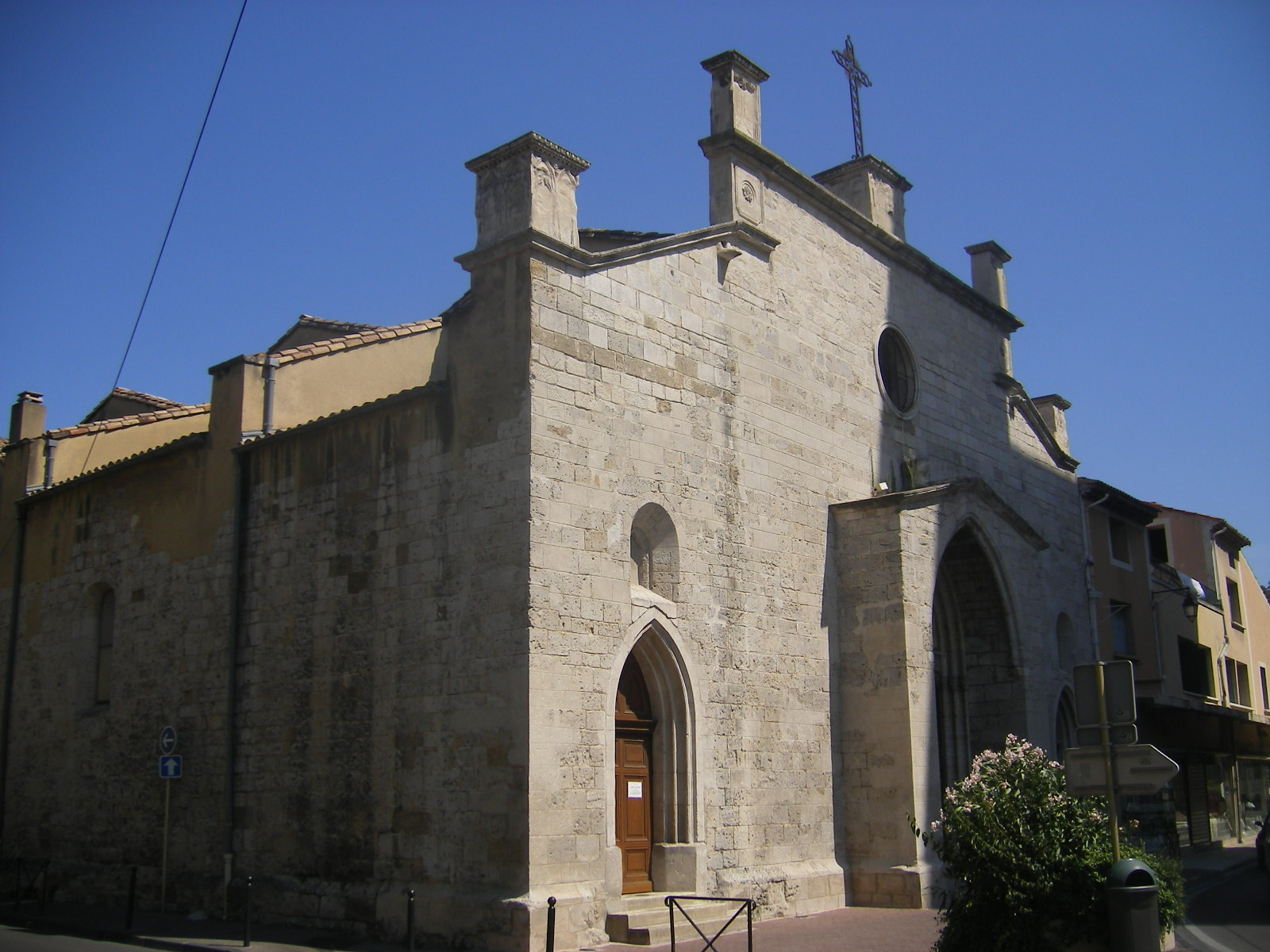
Sint-Florentiuskerk in Orange, Zuid-Frankrijk

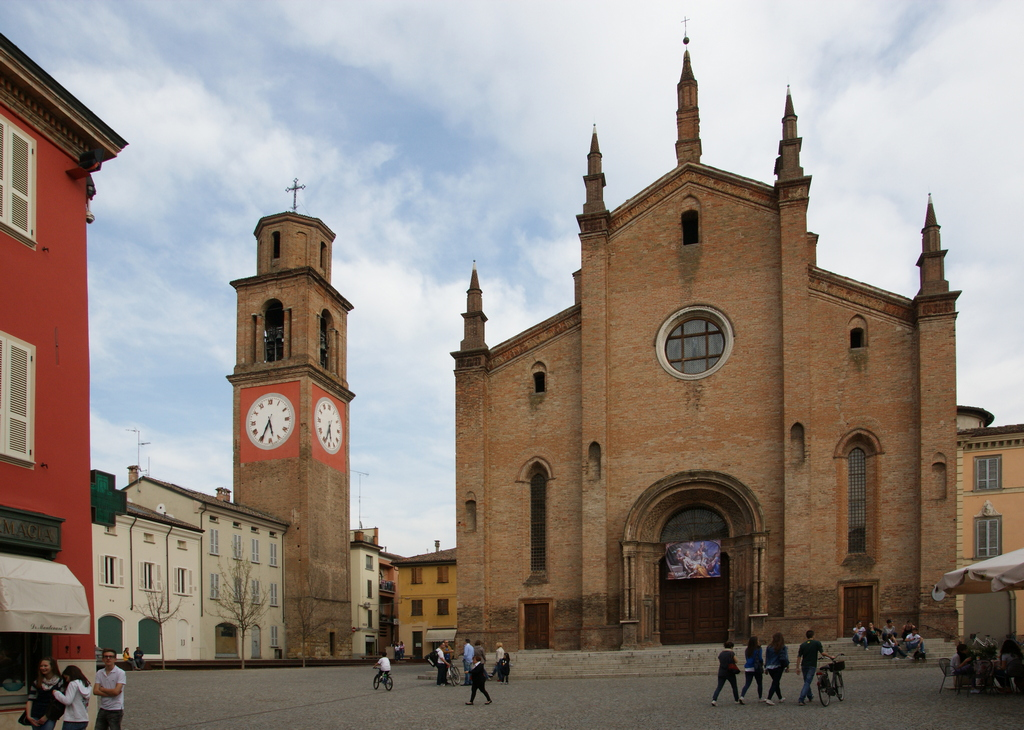
Sint-Florentius-van-Orangekerk in Fiorenzuola d'Arda (Emilia, Italië)

Florentius werd in de 5e eeuw geboren, meest waarschijnlijk in Tours in een Gallo-Romeinse familie. Hij was een monnik en leefde teruggetrokken in het kleine klooster van Clastre nabij Orange. Mogelijk was Clastre een kloosterruïne na passage van de Vandalen en was de stad Orange onder bestuur van de Visigoten, doch dit is onzeker. Circa 500-510 benoemde aartsbisschop Caesarius van Arles hem tot bisschop van Orange. In het jaar 509 veroverden Ostrogothen Orange en namen alle inwoners mee op hun veroveringstocht van Noord-Italië. Zo belandde Florentius in de voormalige Romeinse stad Fidentia, aan het begin van de Via Aemilia, nabij de stad Piacenza. Een ander heiligenverhaal vermeldt dat bisschop Florentius naar Rome reisde en gevangen geraakte in Fidentia door de Ostrogothen.
In Fidentia deed Florentius volgens de legenden een wonder. Hij wekte het dochtertje van een rijke patriciër uit de dood. De bisschop van Piacenza bekrachtigde dit wonder. De stad Fidentia veranderde later van naam: zij heette voortaan Fiorenzuola d’Arda of het kleine Florentia in de vallei van de Arda. Deze naam is te onderscheiden van het (grote) Florentia in Tusca, oftewel Firenze. 
De Ostrogothen lieten Florentius vrij, op bevel van aartsbisschop Caesarius. Caesarius had dit bekomen bij Theodorik de Grote, koning der Ostrogothen. Florentius keerde terug naar Orange. De stad was onder bestuur van de Ostrogothen. Florentius zou er nog wonderen hebben verricht, hij zou onder meer twee mannen uit de doden hebben opgewekt. In het jaar 517 nam Florentius deel aan het concilie van Epaone, gelegen in het koninkrijk der Bourgondiërs. Dit concilie keerde zich tegen het arianisme, een christenstroming bekend bij de Ostrogothen. Hij zou nog deelgenomen hebben aan de concilies van Lyon en Arles in 524. Dit laatste is evenwel onzeker. Hij was alleszins overleden op het Tweede Concilie van Orange, gehouden in zijn bisschopsstad in het jaar 529. Voor zijn overste, aartsbisschop Caesarius van Arles, was het concilie in Orange de grootste synode die hij organiseerde.
Vandaar moet Florentius overleden zijn in de jaren 524-526. Hij werd begraven, als monnik, in het klooster van Clastre, naast Orange. Van dit klooster bestaat heden niets meer.

## Verering
Na zijn dood werd Florentius als heilige vereerd in het bisdom Orange. Het bisdom Piacenza vroeg relieken van hem voor het stadje Fiorenzuola d’Arda. Zowel Orange zelf als Fiorenzuola d’Arda hebben eeuwen later een kerk gebouwd die gewijd is aan de heilige Florentius van Orange. 
In de kerken van het bisdom Orange klonk op 17 oktober, zijn feestdag, de hymne O civitas Arausica (O stad Orange). Hier smeekten de priesters om de gunsten van de heilige Florentius voor de stad. Zo baden ze onder meer ut patrem venereris et ab eo juveris: opdat de stad Orange haar voorvader (Florentius) vereert en opdat zij door hem geholpen wordt.